# Handball-FDGB-Pokal 1974/75 (Frauen)
Der Handball-FDGB-Pokal der Frauen wurde mit der Saison 1974/75 zum 5. Mal ausgetragen und fand ohne den Mannschaften aus der Handball-Oberliga statt. Beim Endrunden-Turnier in Neubrandenburg sicherte sich die BSG Umformtechnik Erfurt ungeschlagen den Titel, vor der BSG Lokomotive Wittenberge und dem Titelverteidiger der Zweitvertretung von Halloren Halle.

## Teilnehmende Mannschaften
Für den FDGB-Pokal hatten sich folgende 15 Mannschaften qualifiziert, die in der Saison 1974/75 unterhalb der DDR-Oberliga angesiedelt waren.
| Bezirkspokalvertreter Die 15 Bezirksteilnehmer setzten sich aus sieben Vereinen der DDR-Liga und acht Vereinen der Bezirksliga zusammen. | | |
| - Bezirk Rostock BSG Motor Stralsund Bezirksliga - Bezirk Schwerin BSG Lokomotive Wittenberge DDR-Liga - Bezirk Neubrandenburg BSG Einheit Neubrandenburg Bezirksliga - Bezirk Potsdam BSG Motor Falkensee DDR-Liga - Ost-Berlin BSG Berliner Verkehrsbetriebe Bezirksliga | - Bezirk Frankfurt (Oder) BSG Stahl Eisenhüttenstadt Bezirksliga - Bezirk Magdeburg BSG Post Halberstadt DDR-Liga - Bezirk Halle BSG Halloren Halle II (TV) DDR-Liga - Bezirk Leipzig BSG Turbine Leipzig Bezirksliga - Bezirk Cottbus BSG Motor Forst Bezirksliga (TV) – Titelverteidiger | - Bezirk Dresden BSG Aufbau Dresden-Mitte DDR-Liga - Bezirk Karl-Marx-Stadt BSG Wismut Schneeberg DDR-Liga - Bezirk Erfurt BSG Umformtechnik Erfurt DDR-Liga - Bezirk Gera BSG Chemie Schwarza Bezirksliga - Bezirk Suhl BSG Motor Köppelsdorf Bezirksliga |

## Modus
Die Bezirkspokalvertreter ermittelten in einer Vorrunde in fünf Gruppen zu je drei Mannschaften die Teilnehmer für das Endrunden-Turnier. In diesem spielten die fünf Erstplatzierten der Vorrunde im Modus Jeder-gegen-jeden den Pokalsieger aus.

## Vorrunde

### Gruppe I
Die Gruppe I ermittelte ihren Endrundenteilnehmer am Samstag, den 6. September 1975 in Neubrandenburger Stadthalle.

Ergebnisse
| Datum    |                               | Ergebnis |                            |
| -------- | ----------------------------- | -------- | -------------------------- |
| Sa 6.09. | BSG Berliner Verkehrsbetriebe | 11:10    | BSG Einheit Neubrandenburg |
| Sa 6.09. | BSG Berliner Verkehrsbetriebe | 18:13    | BSG Motor Stralsund        |
| Sa 6.09. | BSG Einheit Neubrandenburg    | 7:7      | BSG Motor Stralsund        |

Abschlusstabelle
| Pl. | Verein                        | Sp. | S | U | N | Tore    | Diff. | Punkte |
| --- | ----------------------------- | --- | - | - | - | ------- | ----- | ------ |
| 1.  | BSG Berliner Verkehrsbetriebe | 2   | 2 | 0 | 0 | 029:230 | +6    | 04:0   |
| 2.  | BSG Einheit Neubrandenburg    | 2   | 0 | 1 | 1 | 017:180 | −1    | 01:30  |
| 3.  | BSG Motor Stralsund           | 2   | 0 | 1 | 1 | 020:250 | −5    | 01:30  |

 Qualifikant für das Endrunden-Turnier

### Gruppe II
Die Gruppe II ermittelte ihren Endrundenteilnehmer am Samstag, den 6. September 1975 in der Sporthalle West von Radebeul.

Ergebnisse
| Datum    |                            | Ergebnis |                            |
| -------- | -------------------------- | -------- | -------------------------- |
| Sa 6.09. | BSG Aufbau Dresden-Mitte   | 10:60    | BSG Stahl Eisenhüttenstadt |
| Sa 6.09. | BSG Aufbau Dresden-Mitte   | 15:70    | BSG Motor Forst            |
| Sa 6.09. | BSG Stahl Eisenhüttenstadt | 15:15    | BSG Motor Forst            |

Abschlusstabelle
| Pl. | Verein                     | Sp. | S | U | N | Tore    | Diff. | Punkte |
| --- | -------------------------- | --- | - | - | - | ------- | ----- | ------ |
| 1.  | BSG Aufbau Dresden-Mitte   | 2   | 2 | 0 | 0 | 025:130 | +12   | 04:0   |
| 2.  | BSG Stahl Eisenhüttenstadt | 2   | 0 | 1 | 1 | 021:250 | −4    | 01:30  |
| 3.  | BSG Motor Forst            | 2   | 0 | 1 | 1 | 022:300 | −8    | 01:30  |

 Qualifikant für das Endrunden-Turnier

### Gruppe III
Die Gruppe III ermittelte ihren Endrundenteilnehmer am Samstag, den 6. September 1975 in der Sporthalle am Tor II von Premnitz.

Ergebnisse
| Datum    |                            | Ergebnis |                      |
| -------- | -------------------------- | -------- | -------------------- |
| Sa 6.09. | BSG Lokomotive Wittenberge | 15:70    | BSG Motor Falkensee  |
| Sa 6.09. | BSG Lokomotive Wittenberge | 13:40    | BSG Post Halberstadt |
| Sa 6.09. | BSG Motor Falkensee        | 9:6      | BSG Post Halberstadt |

Abschlusstabelle
| Pl. | Verein                     | Sp. | S | U | N | Tore    | Diff. | Punkte |
| --- | -------------------------- | --- | - | - | - | ------- | ----- | ------ |
| 1.  | BSG Lokomotive Wittenberge | 2   | 2 | 0 | 0 | 028:110 | +17   | 04:0   |
| 2.  | BSG Motor Falkensee        | 2   | 1 | 0 | 1 | 016:210 | −5    | 02:20  |
| 3.  | BSG Post Halberstadt       | 2   | 0 | 0 | 2 | 010:220 | −12   | 0:40   |

 Qualifikant für das Endrunden-Turnier

### Gruppe IV
Die Gruppe IV ermittelte ihren Endrundenteilnehmer am Samstag, den 6. September 1975 in Königsee.

Ergebnisse
| Datum    |                          | Ergebnis |                     |
| -------- | ------------------------ | -------- | ------------------- |
| Sa 6.09. | BSG Umformtechnik Erfurt | 21:70    | BSG Chemie Schwarza |
| Sa 6.09. | BSG Umformtechnik Erfurt | 15:40    | BSG Turbine Leipzig |
| Sa 6.09. | BSG Turbine Leipzig      | 7:4      | BSG Chemie Schwarza |

Abschlusstabelle
| Pl. | Verein                   | Sp. | S | U | N | Tore    | Diff. | Punkte |
| --- | ------------------------ | --- | - | - | - | ------- | ----- | ------ |
| 1.  | BSG Umformtechnik Erfurt | 2   | 2 | 0 | 0 | 036:110 | +25   | 04:0   |
| 2.  | BSG Turbine Leipzig      | 2   | 1 | 0 | 1 | 011:190 | −8    | 02:20  |
| 3.  | BSG Chemie Schwarza      | 2   | 0 | 0 | 2 | 011:280 | −17   | 0:40   |

 Qualifikant für das Endrunden-Turnier

### Gruppe V
Die Gruppe V ermittelte ihren Endrundenteilnehmer am Samstag, den 6. September 1975 in der Sporthalle Aue-Zelle von Aue.

Ergebnisse
| Datum    |                       | Ergebnis |                       |
| -------- | --------------------- | -------- | --------------------- |
| Sa 6.09. | BSG Halloren Halle II | 8:8      | BSG Wismut Schneeberg |
| Sa 6.09. | BSG Halloren Halle II | 25:50    | BSG Motor Köppelsdorf |
| Sa 6.09. | BSG Wismut Schneeberg | 19:50    | BSG Motor Köppelsdorf |

Abschlusstabelle
| Pl. | Verein                | Sp. | S | U | N | Tore    | Diff. | Punkte |
| --- | --------------------- | --- | - | - | - | ------- | ----- | ------ |
| 1.  | BSG Halloren Halle II | 2   | 1 | 1 | 0 | 033:130 | +20   | 03:10  |
| 2.  | BSG Wismut Schneeberg | 2   | 1 | 1 | 0 | 027:130 | +14   | 03:10  |
| 3.  | BSG Motor Köppelsdorf | 2   | 0 | 0 | 2 | 010:440 | −34   | 0:40   |

 Qualifikant für das Endrunden-Turnier

## Endrunde
Die Endrunde fand vom 19. bis 20. September 1975 in der Neubrandenburger Stadthalle statt.

### Spiele
|                            | Ergebnis |                               |
| -------------------------- | -------- | ----------------------------- |
| BSG Umformtechnik Erfurt   | 12:12    | BSG Lokomotive Wittenberge    |
| BSG Umformtechnik Erfurt   | 13:80    | BSG Halloren Halle II         |
| BSG Umformtechnik Erfurt   | 12:40    | BSG Aufbau Dresden-Mitte      |
| BSG Umformtechnik Erfurt   | 13:13    | BSG Berliner Verkehrsbetriebe |
| BSG Lokomotive Wittenberge | 9:9      | BSG Halloren Halle II         |
| BSG Lokomotive Wittenberge | 5:5      | BSG Aufbau Dresden-Mitte      |
| BSG Lokomotive Wittenberge | 12:10    | BSG Berliner Verkehrsbetriebe |
| BSG Halloren Halle II      | 5:2      | BSG Aufbau Dresden-Mitte      |
| BSG Halloren Halle II      | 8:5      | BSG Berliner Verkehrsbetriebe |
| BSG Aufbau Dresden-Mitte   | 14:11    | BSG Berliner Verkehrsbetriebe |

### Abschlusstabelle
| Pl. | Verein                        | Sp. | S | U | N | Tore    | Diff. | Punkte |
| --- | ----------------------------- | --- | - | - | - | ------- | ----- | ------ |
| 1.  | BSG Umformtechnik Erfurt      | 4   | 2 | 2 | 0 | 050:370 | +13   | 06:20  |
| 2.  | BSG Lokomotive Wittenberge    | 4   | 1 | 3 | 0 | 038:360 | +2    | 05:30  |
| 3.  | BSG Halloren Halle II         | 4   | 2 | 1 | 1 | 030:290 | +1    | 05:30  |
| 4.  | BSG Aufbau Dresden-Mitte      | 4   | 1 | 1 | 2 | 025:330 | −8    | 03:50  |
| 5.  | BSG Berliner Verkehrsbetriebe | 4   | 0 | 1 | 3 | 039:470 | −8    | 01:70  |

Platzierungskriterien: 1. Punkte – 2. Tordifferenz – 3. geschossene Tore

 FDGB-Pokalsieger